# Kawno (powiat sławieński)
Kawno (niem. Kaunow) – osada w Polsce położona w województwie zachodniopomorskim, w powiecie sławieńskim, w gminie Malechowo przy drodze krajowej nr .
W latach 1975–1998 miejscowość administracyjnie należała do województwa koszalińskiego.
Inne miejscowości o nazwie Kawno Kawno